# كأس جورجيا 2010–11
كأس جورجيا 2010–11 هو موسم من كأس جورجيا. أشرف على تنظيمه اتحاد جورجيا لكرة القدم، وكان عدد الأندية المشاركة فيه 28، وفاز فيه نادي غاغرا ‏.